# 조이현 (1991년)
조이현(1991년 6월 3일~)는 대한민국의 가수, 배우이다. 2012년 미스춘향 진 출신이며 2013년 파이브돌스, 2015년 다이아 멤버로 활동했다.

## 생애
2012년 제82회 전국춘향선발대회 진으로 선발되었다.
2013년 걸그룹 파이브돌스로 영입되었다가, 2015년에 파이브돌스가 해체된 후 다시 배우로 전향하였다.
이후, MBK 엔터테인먼트의 신인 걸그룹인 다이아로 합류했으나, 2016년 5월 31일로 언론 보도 등을 통해 연기자 전향에 대한 청원을 사유로 다이아에서 탈퇴했음을 공식적으로 알렸다.
현재는 활동명을 조이현로 변경했다. 클라씨의 소속사인 M25의 대표이자 클라씨의 매니져 겸 포켓돌스튜디오의 프로듀서겸 펑키스튜디오의 프로듀서이다.

## 학력
- 대성여자고등학교
- 국민대학교 연극영화과

## 활동

### 데뷔 전
- 울림엔터테인먼트에서 준비하는 새 걸그룹(러블리즈) 중 한 멤버로 연습 중이었다.
- 그러다 코어콘텐츠미디어로 이적해 파이브돌스에 합류했다.

### 2013년
- 2013년 6월 걸그룹 파이브돌스의 새멤버로 영입되어, 싱글 SINCE 1971과 미니앨범 First Love를 발매하였다.
- 드라마 《사랑은 노래를 타고》의 주인공으로 발탁되었으나 가수 활동에 차질이 생길것을 우려하여 무산되었다.

### 2014년
- 《태양은 가득히》를 시작으로 배우활동을 이어나갔다.
- 《야경꾼 일지》와 《미스터 백》에 출연하였으나, 조연으로 대사나 분량이 미미하였다.

### 2015년
- 걸그룹 파이브돌스의 비공식 해체로 배우로 전향하였다.
- 프로젝트 그룹 TS(티아라, 스피드, 더 씨야, 승희)로 싱글앨범을 발매하고 활동하였다.
- MBK 엔터테인먼트의 신인 걸그룹 멤버로 발탁되어 연습하고 있었으나, 개인 사정으로 탈퇴 후 배우활동에 전념한다고 밝혔지만, MBK 엔터테인먼트 신인 걸그룹 다이아에 다시 선발되어서 7인조 신인 걸그룹으로 데뷔하였다.

### 2016년
- 2016년 5월 31일로 언론 보도 등을 통해 연기자 전향에 대한 청원을 사유로 다이아에서 탈퇴했음을 공식적으로 알렸다.
- MBK 엔터테인먼트 소속사 계약만료(4월 30일) 후, 현재 휴식을 취하며 평소 관심 있었던 와인 공부 중이다.
- 하반기에 새로운 소속사와 새로운 작품으로 복귀할 예정이다.
- 최근 회사의 요청으로 《먹고자고먹고》의 OST에 채연과 함께 참여하였다.

### 2017년
- 얼반웍스이엔티와 계약을 채결한 후 《109 별일 다 있네》로 본격적인 배우 활동이 들어갔다.

## 출연 작품

### 드라마
| 연도      | 제목                    | 역할              | 방송사          | 비고 |
| --------- | ----------------------- | ----------------- | --------------- | ---- |
| 2014      | 미스터 백               | 최대한의 여자친구 | MBC             |      |
| 2014      | 야경꾼 일지             | 영근              | MBC             |      |
| 2014      | 태양은 가득히           | 두나              | KBS2            |      |
| 2015      | 달콤한 유혹             | 아미              | 네이버 tv캐스트 |      |
| 2015      | 프로듀사                | 유주              | KBS2            |      |
| 2016      | 별난가족                | 허순심            | KBS1            |      |
| 2017      | 수요일 오후 3시 30분    | 최선아            | SBS Plus        |      |
| 2017      | 역적 : 백성을 훔친 도적 | 박남희            | MBC             |      |
| 2017      | 109 별일 다 있네        | 신기연            | 네이버 TV캐스트 |      |
| 2018      | 애간장                  | 백나희            | OCN             |      |
| 2018      | 브라보 마이 라이프      | 미소              | SBS             |      |
| 2019      | 쌉니다 천리마마트       | 조민달의 아내     | tvN             |      |
| 2021~2022 | 옷소매 붉은 끝동        | 청선군주          | MBC             |      |

### 방송
- 2012년 SBS 《런닝맨》(특별출연) 98회 6월10일 방송
- 2019년 MBC 《가인이어라》(진행)

### 영화
- 올레 (2016년) - 초롱 역
- 해피 투게더 (2018년) - 마리아 수녀 역

### 뮤지컬
- 아이돌 (2010년) - 김나연 역

## 솔로 음반
• 2014년 7월 29일, 드라마 트라이앵글의 OST 키스 앤 크라이를 티아라의 지연과 마이티 마우스의 쇼리와 함께 불렀다.
• 2014년 12월, 더 씨야의 '사랑의 노래'의 나레이션을 맡았다. 앨범에는 '승희'가 아니라 SH로 표기되어있다.
• 2014년 2월, 티아라, SPEED, 더 씨야와 함께 프로젝트 그룹 'TS'로 디지털싱글 '나를 잊지 말아요'[1]를 발매했다. 파이브돌스가 아닌 '승희'라는 이름으로 정식적으로 발매한 첫번째 곡이다.
• 2015년 12월, 80년대를 대표하는 가수들과 함께 프로젝트 앨범 '첫눈이 온다구요'를 발매하였다.
• 2016년 9월 24일, 채연 베이식 제이니와 함께 《먹고자고먹고》 OST 'Together'를 발매하였다.

## 예능
- 런닝맨 (2012년, SBS) - 좀비레이스 편
- 위기탈출 넘버원 (2013년, KBS)
- 마녀사냥 (2014년, JTBC)
- 학교 다녀오겠습니다 (2015년, JTBC) - 고양국제고등학교 편
- 해피투게더 3 (2015년, KBS) - 야간매점 셰프특집 편
- 더 쇼(2016년, SBS MTV) - 더쇼 뉴스 리포터
- 로맨스 패키지 (2018년, SBS)